# Betta schalleri
Бійцівська рибка Шаллера (Betta schalleri) — тропічний прісноводний вид риб з родини осфронемових (Osphronemidae), підродина макроподових (Macropodusinae).
Належить до групи видів Betta pugnax, яка включає B. pugnax, B. fusca, B. schalleri, B. prima, B. enisae, B. pulchra, B. breviobesa, B. stigmosa, B. lehi. Betta schalleri тісно пов'язана з B. fusca та B. raja.

## Опис
Максимальний розмір: 4,5 см стандартної (без хвостового плавця) довжини. Загальна довжина становить 140,8 % стандартної. Як і всі члени групи B. pugnax, бійцівська рибка Шаллера має відносно велику голову, довжина якої становить 35,5-36,5 % стандартної довжини. Висота тіла біля початку спинного плавця становить 26,7-27,6 % стандартної довжини, предорсальна (до початку спинного плавця) довжина 62,7-66,3 %, преанальна (до початку анального плавця) — 47,8-50,9 % стандартної довжини.
Плавці в дорослих риб видовжені, хвостовий ланцетоподібний. У спинному плавці 2 твердих і 8-9 м'яких променів, в анальному 2-4 твердих і 23-25 м'яких. Довжина основи спинного плавця становить 12,4-13,9 %, а довжина основи анального плавця 50,4-52,0 % стандартної довжини. Довжина черевних плавців 33,2 % стандартної довжини.
31 луска в бічній лінії, 6½-7 субдорсальних (під спинним плавцем) лусок, 17-19 предорсальних лусок.

## Поширення
Вид відомий лише з острова Банка в Індонезії. Був виявлений у лісовому болоті, в торфовому болоті та в струмку на пагорбі. Водиться в чорноводних лісових водоймах з кислою водою. Зафіксована присутність Betta schalleri в п'яти місцях, орієнтовна територія поширення становить 2815 км². Вид оцінюється як такий, що перебуває під загрозою зникнення через його обмежене поширення, а також руйнування або модифікацію його середовищ існування, викликані масштабним перетворенням торфових болотних лісів на лісопромислові райони та насадження монокультур.

## Розмноження
Батьківське піклування про потомство в бійцівської рибки Шаллера полягає в інкубації ікри в роті. Потомство виношує самець.

## Утримання в акваріумі
Немає інформації про наявність цього виду в торгівлі акваріумними рибами.